# Дом Гиз
Дом Гизи (на френски: Maison de Guise) е френски херцогски род, чиито членове имат важна роля от втората половина на 15 век до 1675 г. във Франция. Родът е младша линия на Дома Водемон от Лотарингия.
Основателят на фамилията е Рене II (1443 – 1508), който получава в наследство графството Гиз от своята братовчедка Шарлота д’Арманяк. Той завещава този апанаж на петия си син Клод I дьо Гиз (1496 – 1550), роден от втория му брак (1485) с принцеса Филипа фон Гелдерн (1464 – 1547). Клод I дьо Гиз заема видно място сред френската аристокрация и през 1528 г. е обявен от крал Франсоа I за херцог и пер на кралството. Значително влияние в страната придобива и по-малкият му брат Жан (1498 – 1550), кардинал на Лотарингия, известен с политическите си интриги и забележителен меценат. Херцог Клод I дьо Гиз взема (1513) за съпруга Антоанета (1493 – 1583), дъщеря на граф Франсоа дьо Бурбон, от която има многобройно потомство. Най-голямата му дъщеря Мари (1515 – 1560), първоначално (1534) е съпруга на Луи II д’Орлеан, херцог на Логвил, а след като овдовява рано се омъжва (1538) за шотландския крал Джеймс V и управлява страната като регентка на малолетната си дъщеря Мария Стюарт. По-малките дъщери на Клод I дьо Гиз са: Луиза (1521 – 1542), сключила брак (1542) с Шарл дьо Кроа дьо Шиме; Рене (1522 – 1602) и Антоанета (1531 – 1561), бенедиктински монахини. Херцогът има шест синове: Франсоа I дьо Гиз (1519 – 1563); Шарл (1524 – 1574), кардинал и архиепископ на Реймс и Мец; Клод II (1526 – 1573), основоположник на клона Гиз-Омал; Луи (1527 – 1578), кардинал и епископ на Мец; Франсоа (1534 – 1563), велик приор на Малтийския орден; Рене (1536 – 1566). Най-малкият от тях Рене, сключва брак (1555) с Луиза (1531 – 1570), дъщеря на Клод дьо Аркур и основава линията на маркизите и херцозите д’Елбьоф, прекратила съществуването си със смъртта на херцог Шарл-Йожен д’Елбьоф през 1825 г.
Старшият клон на фамилията Гиз е продължен от първородния син на Клод I дьо Гиз, Франсоа I дьо Гиз. Един от първите френски пълководци през 16-ти век, той ръководи с успех бойните действия срещу войските на германския император Карл V и командва похода на французите в Италия през 1556 г. По време на войната с испанския крал Фелипе II и неговите съюзници, херцогът възстановява френската власт над пристанищния град Кале, с което англичаните губят последната си крепост на континента (1558). Огромно е влиянието на херцог дьо Гиз върху малолетния крал Франсоа II, след чиято ранна смърт (1560) оглавява католическия лагер във Франция. След като нанася редица поражения на хугенотите, загива при обсадата на Орлеан (1563), убит от протестантски благородник. Негова съпруга (1548) е Анна (1531 – 1607), дъщеря на херцога на Ферара и Модена Ерколе II д’Есте. Дъщеря му Катерина (1552 – 1596) е втора жена (1570) на Луи III дьо Бурбон, граф на Монпансие. Синовете на херцога са: Анри I дьо Гиз (1550 – 1588); Шарл дьо Майен (1554 – 1611); Луи (1555 – 1588), кардинал и архиепископ на Реймс; Антоан (1557 – 1560); Франсоа (1559 – 1573); Максимилиан (1562 – 1567).
Херцог Шарл дьо Майен, втори син на Франсоа I дьо Гиз, взема активно участие в религиозните войни, опустошили Франция през втората половина на 16-ти век. През 1589 г. оглавява католическата лига и се бори енергично срещу утвърждаването на наварския крал Анри I дьо Бурбон на престола, но през 1596 г. се помирява с новия монарх. Женен (1576) е за Хенриета (1542 – 1611), дъщеря на принц Хонорат II Савойски-Вилар. Има четири деца: Анри д’Егийон (1578 – 1621); Шарл-Еманюел дьо Сомрив (1581 – 1609), починал неженен; Катерина (1585 – 1618), омъжена (1599) за Карло I, херцог на Мантуа; Рене (†1638), съпруга на италианския принц Сворца-Мария ди Оняно. Херцог Анри д’Егийон, първороден син на Шарл дьо Майен, няма потомци от брака (1599) с Хенриета (1571 – 1601), дъщеря на Лодовико Гонзага, херцог на Невер.
Херцог Анри I дьо Гиз (1550 – 1588), най-големият от синовете на Франсоа I дьо Гиз, наследява мястото на баща си във френския политически живот. Още съвсем млад се включва в бойните действия срещу хугенотите и проявява изключителна смелост и качества на пълководец. Оглавил католическия лагер, той е силно обезпокоен от влиянието на протестантите в двора на френския крал Шарл IX и подготвя избиването им в Париж на 24 август 1572 г. (Вартоломеевата нощ). Водач на Католическата лига, той е любимец на парижкото население, което за малко не го поставя на трона през 1588 г. вместо непопулярния Анри III. Спасява краля от разправата на тълпите, но вместо благодарност е убит по негова заповед в Блоа, където участва в заседанията на Генералните щати. Има много деца от съпругата (1570) си Катерина (1548 – 1633), дъщеря на Франсоа I дьо Клев, херцог на Невер. Сред тях са: Шарл (1571 – 1640); Анри (1572 – 1574); Луи (1575 – 1621), кардинал и архиепископ на Реймс; Клод дьо Шеврьоз (1578 – 1657); Франсоа (1581 – 1582); Рене (1586 – 1638), абатиса в Реймс; Жана (1586 – 1638), абатиса в Жонар; Луиза-Маргарита (1588 – 1631), втора съпруга (1605) на принц Франсоа дьо Конти, а след като овдовява – жена на френския маршал Франсоа дьо Босомпиер; Франсоа (1589 – 1614), малтийски рицар, роден след смъртта на баща си.
Херцог Клод дьо Шеврьоз, четвърти син на Анри I дьо Гиз сключва брак (1622) с принцеса Мария дьо Роан (1600 – 1679), от която има три дъщери: Анна-Мария (1624 – 1652) и Хенриета (1631 – 1693) стават монахини, както и ранно починалата Шарлота-Мария (1627 – 1652).
След убийството на Анри I дьо Гиз родовите владения наследява най-големият му син Шарл дьо Гиз. Той взема (1611) за съпруга Хенриета-Катерина (1585 – 1656), дъщеря на херцог Анри дьо Жоайоз. Баща е на принц Франсоа дьо Жоанвил (1612 – 1639), починал без брак; Анри II (1614 – 1664); Мария (1615 – 1688); Шарл (1618 – 1637), починал млад; Франсоаз-Рене (1621 – 1682), монахиня; Луи дьо Жоайоз (1622 – 1654) и Роже (1624 – 1653), малтийски рицар.
Херцог Анри II, втори син на Шарл дьо Гиз, първоначално е архиепископ на Реймс, но се отказва от църковния сан през 1640 г., за да наследи покойния си баща. Няма наследници от двата си брака с Анна Мария Гонзага|Анна (1616 – 1684), дъщеря на Карло I Гонзага, херцог на Мантуа и с графиня Хонората фон Глимес, дъщеря на Готфрид фон Гримберген.
След смъртта на Анри II титлата и фамилното име получават потомците на по-малкия му брат Луи дьо Жоайоз. Луи дьо Жоайоз е женен (1649) за Франсоаз (1631 – 1696), дъщеря на граф Луи-Еманюел д’Анголем-Понтийо и има син Луи-Жозеф I (1650 – 1671), наследил чичо си Анри II. Новият херцог взима (1667) за съпруга Елизабет (1646 – 1696), дъщеря на херцог Гастон Орлеански и внучка на крал Анри IV. Тя ражда син – Луи-Жозеф II (1671 – 1675), последният херцог дьо Гиз, който умира едва четиригодишен. Херцогството преминава във владение на лотарингската принцеса Мария (1615 – 1688), неомъжена дъщеря на Шарл дьо Гиз, а след нейната смърт отива у рода Бурбон-Конде (Condé).